# Ash-cum-Ridley
Ash-cum-Ridley är en civil parish i grevskapet Kent i sydöstra England. Den ligger i distriktet Sevenoaks och utgörs av orterna Ash och New Ash Green samt byarna Hodsoll Street och Ridley. Civil parishen hade 6 591 invånare vid folkräkningen år 2021.